# Live at Sin-é
 Live at Sin-é uživo je EP američkog glazbenika Jeffa Buckleya, koji izlazi u studenom 1993.g. Četiri skladbe koje se nalaze na Buckleyevom EP-u, prvi je komercijalni materijal kojeg objavljuje diskografska kuća "Columbia Records". Album je snimio sa svojim Fender Telecasterom, kojim je svirao po klupskim kavanama u kvartovima po New Yorkku i kod svoje kuće. Proširena verzija ovog albuma izlazi 2003.g.

## Popis pjesama
1. "Mojo Pin" (Jeff Buckley, Gary Lucas) – 5:52
2. "Eternal Life" (Buckley) – 5:43
3. "Je n'en connais pas la fin" ("I Don't Know the End of It") (Raymond Asso, Marguerite Monnot) – 5:00
4. "The Way Young Lovers Do" (Van Morrison) – 10:02